# Eurya decurrens
Eurya decurrens là một loài thực vật có hoa trong họ Pentaphylacaceae. Loài này được de Wit mô tả khoa học đầu tiên năm 1947.